# Niños robados
Als Niños robados (span. geraubte Kinder) oder Niños perdidos (span. verlorene Kinder) werden in Spanien Neugeborene bezeichnet, die während der Franco-Diktatur (1936 bis 1975) durch ein staatliches Umerziehungsprogramm zwangsadoptiert (erste Phase, ca. 1940 bis 1955) oder in der Folgezeit durch illegale Adoptionen (zweite Phase, bis 2001) von ihren leiblichen Eltern bzw. Müttern oft ohne deren Wissen getrennt wurden.

## Geschichte

### Erste Phase: staatliche Zwangsadoptionen
In der Nachkriegszeit des Spanischen Bürgerkriegs (1936 bis 1939) bis in die 1950er-Jahre hinein wurde ein staatliches Umerziehungsprogramm umgesetzt, das auf Thesen eines Psychiaters zurückgeht, nach denen republikanische Frauen eine angeborene Neigung zur Perversion hätten, die ausbräche, wenn sie sich demokratisch engagierten, weswegen der Staat ihnen die Kinder wegnehmen müsse. Daraufhin wurde begonnen, zuerst bei weiblichen Häftlingen, vor allem Republikanerinnen, denn „ihre schädlichen Ideen“ seien für die Erziehung ungeeignet, aber auch bei Kommunistinnen und Anarchistinnen, ihre Kinder, Säuglinge oder Kleinkinder wegzunehmen und diese dann in kirchliche Obhut zu geben, z. B. in Waisenhäuser, wo sie dann aufwuchsen oder an Familien oder kinderlose Paare vermittelt wurden, die dem Regime näher standen. Ihnen wurde oft erzählt, bei den Babys handele es sich um Kinder von Prostituierten, die keine Perspektive gehabt hätten. Die Kinder wurden in der Regel im Alter von drei Jahren an regimetreue Eltern gegeben.
Im Jahr 1944 waren mehr als 12.000 Kinder von Republikanern in Klosterschulen oder Priesterseminaren interniert, 1954 über 30.000. Ihre Namen wurden geändert. Es handelte sich vielfach um Waisenkinder, deren Eltern im Bürgerkrieg umgekommen waren, oder um Kinder, deren Eltern im Exil waren, als „verschwunden“ galten oder in deutschen Konzentrationslagern gelandet waren. Republikanischen Eltern bzw. Müttern wurde bei Haftantritt das Kind bzw. die Kinder weggenommen und diese dann nach Madrid oder in andere Teile des Landes verteilt. Es gab genaue Anweisungen, wie Kinder, die von ihren Eltern mit dem Roten Kreuz etwa nach Frankreich, Belgien oder Holland geschickt worden waren, um sie vor den Gräueln des Bürgerkriegs zu bewahren, „zurückgeholt“ und anschließend „rekatholisiert“ werden sollten.
Die römisch-katholische Kirche drückte dabei nicht nur ein oder zwei Augen zu, sondern verlieh der Diktatur in Form des Nationalkatholizismus auch Legitimation und profitierte im Gegenzug bei Privilegien und Gewinnen aus dem Kinderhandel.
Über 30.000 Kinder – Säuglinge, Kleinkinder – sollen Opfer dieser Zwangsadoptionen geworden sein.

### Zweite Phase: Illegale Adoptionen
Auch nach dem Umerziehungsprogramm kam es zu Niños robados. Ein kriminelles Netzwerk aus Gynäkologen, Priestern, der Römisch-katholischen Kirche in Spanien, Richtern, Notaren und Beamten wird für den Raub zehntausender Kinder verantwortlich gemacht. Sie verkauften die Kinder gegen teilweise hohe „Gebühren“ (von 200.000 Peseten (im Jahr 1982) bis 750.000 (1982) und in einem Fall Ende der 1960er in Höhe von 1.000.000), die aber in Wirklichkeit der Preis für das Kind waren, mit gefälschten Papieren, Geburtsurkunden. Die Kinder gingen häufig an kinderlose Paare oder auch an Paare aus dem Ausland. Den leiblichen Eltern wurde häufig der Tod des Neugeborenen vorgetäuscht – 1979 lag die Kindersterblichkeit bei mehr als 9 pro 1000 Lebendgeburten –, der Tod im Brutkasten als Todesursache genannt, eine bereits erfolgte Beerdigung mitgeteilt oder behauptet, dass sich das Krankenhaus um „alles kümmere“ würde. In der Privatklinik San Ramón in Madrid wurde den Müttern „als Beweis“ sogar ein toter Säugling aus einer Gefrierkammer gezeigt. Es handelte sich immer um denselben Körper.
Diese zweite Phase nach dem staatlichen Erziehungsprogramm rein aus kriminellen und finanziellen Beweggründen zu betrachten, wäre jedoch zu kurz gegriffen, denn zur Zeit der Francodiktatur waren kinderlose Paare gesellschaftlich schlecht angesehen und es wurde auf nicht verheiratete Frauen mit Kind (sie wurden als „gefallene Mädchen“ diffamiert) oder Mütter unehelicher Kinder – Abtreibungen waren verboten –, erheblicher Druck ausgeübt, dieses Kind zur Adoption freizugeben bzw. wurden ihnen das Kind direkt weggenommen. In Zeitungsinseraten wurde alleinstehenden Schwangeren Unterkunft in kirchlich geführten Pensionen angeboten oder auch die Möglichkeit, kostenlos zu entbinden. Auch wurden Eltern, die als „politisch nicht zuverlässig“ galten, weil sie z. B. Sympathien für verbotene linke Gruppierungen hatten, oder auch arme, mittellose Menschen Opfer illegaler Adoptionen.
Wer während dieser Zeit öffentlich widersprach und/oder Kirche und Staat kritisierte oder anschuldigte, musste mit Repressionen rechnen.
Der lukrative Handel mit illegalen Adoptivkindern war bis in die 1980er-Jahre keine Seltenheit. Ein geändertes Adoptionsrecht im Jahr 1987 sollte dem illegalen Handel einen Riegel vorschieben – der Kinderraub ging jedoch bis in die 1990er-Jahre und dem Jahr 2001 weiter. Schätzungen über die Anzahl der Niños robados schwanken sehr stark, da viele schweigen oder verstorben sind und Betroffene nicht wissen, dass sie ihrer Mutter „geraubt“ wurden oder dass die aufnehmende Familien ein illegal adoptiertes Kind aufgenommen haben.
Schätzungen gehen von insgesamt bis zu 300.000 Opfern aus.

### Aufarbeitung
Anfang der 2000er-Jahre wurde erstmals von den Niños robados berichtet. Jahrelang kooperierten die Behörden und die Römisch-katholische Kirche in Spanien kaum und sperrten sich, die Fälle aufzuklären.
Die Vereinten Nationen und die Europäische Union forderten Spanien wiederholt dazu auf, dieses „dunkle Kapitel der spanischen Geschichte“ aufzuarbeiten. Die Aufarbeitung von genuin-politischer Verbrechen während der Franco-Diktatur wird jedoch durch das Amnestiegesetz von 1977, zwei Jahre nach dem Tod Francisco Francos erlassen, mit dem man Opfer und Täter von ihrer juristischen Verantwortung für politische Verbrechen enthoben hat, gebremst bis fast unmöglich gemacht, . Damit versuchte man, den Übergang, die sogenannte Transición, vom Franquismus hin zu einer parlamentarischen Monarchie westlichen Musters, friedlich zu gestalten, da man befürchtete, eine juristische Aufarbeitung der Vergangenheit würde das Land destabilisieren.
Um dennoch Anklage erheben zu können, wird versucht, Kontinuitäten nach dem Amnestiegesetz von 1977 nachzuweisen, was jedoch schwierig ist, weil zwischen den Zwangsadoptionen der frühen Francodiktatur (erste Phase) und den illegalen Adoptionspraktiken (zweite Phase) Unterschiede bestehen. Auch die Beweisführung ist schwierig: Oft haben die Opfer nicht mehr als ein paar Indizien in der Hand, es wird ihnen die von Behörden, Kirchen oder Kliniken die Auskunft verweigert oder erschwer. Wichtige Personen sind oft verstorben und Akten oder Geburtsscheine, die zwanzig Jahre nach der Geburt verbrannt werden, fehlen – nur offizielle Nachforschungen der Justiz könnten Klarheit bringen.
Der international bekannte Ermittlungsrichter am Nationalen Staatsgerichtshofs, der Audiencia Nacional de España, Baltasar Garzón, war der erste Richter Spaniens, der es wagte, die Verbrechen der Francodiktatur zu untersuchen: er eröffnete im September 2008 ein Verfahren wegen Verbrechen gegen die Menschlichkeit, die nicht verjähren oder unter eine Amnestie fallen werden könne, gegen zahlreiche hohe Entscheidungsträger des Franco-Regimes (darunter auch General Francisco Franco selbst). Ein großes und kontroverses Medienecho fand dabei insbesondere seine Anordnung, 19 über das ganze Land verteilte Massengräber aus der Frühphase des Franquismus zu öffnen, darunter auch das des Dichters Federico García Lorca. Damit sollten die Todesumstände zahlreicher während der Diktatur Verschwundener und die Entführung, das Verschwinden, von Kindern politisch links stehender Eltern untersucht werden. Das Verfahren wurde jedoch vom Plenum der Audiencia Nacional de España in einer Mehrheitsentscheidung gestoppt. Die Mitglieder des Obersten Gerichtshofs werden nach Parteizugehörigkeit ausgesucht. 2009 wurde Garzón von drei ultrarechten Organisationen wegen Rechtsbeugung verklagt – der Oberste Gerichtshof wies die Klage nicht ab: „Er habe sich über das demokratisch verabschiedete Amnestiegesetz von 1977 hinweggesetzt und wollte den sozialen Frieden im Land stören.“ 2012 wurde Garzón seines Amtes enthoben und mit einem elfjährigen Berufsverbot belegt. Gegen das Urteil gingen Tausende in ganz Spanien auf die Straßen. Amnesty International und Human Rights Watch bezeichneten das Verfahren als „skandalös“: „Es könne nicht angehen, dass ein Richter bestraft werde, weil er Menschenrechtsverbrechen aufklären wolle.“
Die bereits im März 1982 wegen rechtswidriger Festnahme und Dokumentationsfälschung einer Neugeborenen angeklagte und freigesprochene Ordensschwester María Gómez Valbuena von der Genossenschaft der Töchter der christlichen Liebe vom heiligen Vinzenz von Paul wurde im Jahr 2012 erneut angeklagt: Sie soll für die Madrider Privatklinik San Ramón, als rechte Hand des Klinikleiters Eduardo Vela, die Verteilung der werdenden Mütter auf verschiedene Wohnungen in mehr als 1.000 Fällen organisiert haben. Bei der Befragung durch den Staatsanwalt erklärte sie, sie habe nach den Gesetzen ihres Glaubens gehandelt. Sie verstarb noch vor Eröffnung des Hauptverfahrens am 22. Januar 2013 im Alter von 87 Jahren an einem Herzinfarkt.
Durch die Ermittlung um Ordensschwester Valbuena geriet im Jahr 1982 der Gynäkologe Eduardo Vela von der Privatklinik San Ramón in Madrid unter Verdacht des Babyhandels; Vela war von 1961 bis 1981 Leiter der Klinik. Er habe genau Buch über die Geburten in seiner Klinik geführt, sämtliche Namen und Daten der letzten Jahre seien korrekt in einem Heft vermerkt. Die Polizei verzichtete im Laufe ihrer Ermittlungen jedoch darauf, sich dieses Heft zeigen zu lassen. Vela hatte sich ein erstaunlich großes Vermögen angehäuft, mit dem er unter anderem ein Betonwerk finanzierte. Die Privatklinik San Ramón in Madrid wurde im Februar 1982 nach fast 30 Jahren des Handels mit Babys geschlossen. Vela bekam kein Berufsverbot und konnte in seiner eigenen Praxis unbehelligt weiterarbeiten.
2012 wurde im Fall von Inés Madrigal ein Strafverfahren gegen Vela eröffnet. Madrigal war 1969 nach ihrer Geburt adoptiert worden und beteiligte sich nun als Nebenklägerin am Verfahren. 2018 sah das Provinzgericht Madrid die Straftaten der Freiheitsberaubung, Personenstandsfälschung und Urkundenfälschung als erwiesen an, sprach Vela jedoch frei, da die Taten zehn Jahre nach der Volljährigkeit von Madrigal verjährt seien. Madrigal fand 2019 ihre leiblichen Verwandten; im Oktober desselben Jahres starb Vela. Im Kassationsverfahren sah der Oberste Gerichtshof 2020 die Freiheitsberaubung nicht als erwiesen an, bestätigte die übrigen Feststellungen des Instanzurteils zur Strafbarkeit, lehnte es aber angesichts des Todes von Vela ab, eine grundsätzliche Aussage zur Frage der Verjährung zu treffen.
Stand Oktober 2018 lagen etwa 2.000 Anzeigen mit Verdacht auf missbräuchlicher, illegaler Kinderadoption vor spanischen Gerichten.

## Zitate
„Die Leute kamen und schauten die Babys an als kauften sie Pferde. […] Die Schwangere geht durch die eine Türe rein, und die Adoptivmutter geht mit dem Baby durch die andere Türe raus.“

„Zwischen 1960 und 1990 wurden in Spanien offiziell zwei Millionen Kinder adoptiert. Unser Erfahrungswert zeigt, dass der Anteil der illegalen Adoptionen 10 bis 15 Prozent beträgt. Diesen Wert haben wir hochgerechnet“

„Die spanische Gesellschaft wurde nie dazu erzogen, in die Vergangenheit zu schauen und das Ganze aufzuarbeiten.“

## Verfilmungen
- 2002 Els nens perduts del franquisme (Los niños perdidos del franquismo), TV-Serie[22]
- 2017 Francos Erbe – Spaniens geraubte Kinder, Film[23]
- 2018 El silencio de otros, Dokumentarfilm[24]

### Reportagen, Berichte
- Tagesschau: Franco-Diktatur in Spanien: Freispruch im Prozess um Babyraub (2:12 min.)
- RTVE: Los niños robados del franquismo reclaman su memoria (15:36 min.) (span.)
- EITB: 60 minutos - El drama de los bebés robados (58:32 min.) (span)

### Opfergruppen
- http://www.sosbebesrobadosmadrid.com/ (span.)
- http://www.buscoserqueridobio.es/ (span.)
- http://www.sosbebesrobados.es/ (span.)
- https://clinicasanramon.foroactivo.com/ (span.)